# Certonotus ixion
Certonotus ixion là một loài tò vò trong họ Ichneumonidae.